# Хорасан
Хорасан (на фарси: خراسان}}) е историко-географска област, включваща източните части от империята на Сасанидите. Днес тя обхваща територии в Североизточен Иран, както и части от Туркменистан, Афганистан, Узбекистан и Таджикистан. Името Хорасан идва от персийски и означава „откъдето идва Слънцето“.
До 2004 г. има провинция (остан) Хорасан в Иран, но след това е разделен на три. В Хорасан се намират някои от главните исторически градове на Иран: Нишапур, Мерв, Санджан, Самарканд, Бухара, Херат, Балх, Газни. Областта е известна и с производството на килими и шафран.